# محمية أشتوم الجميل وجزيرة تنيس

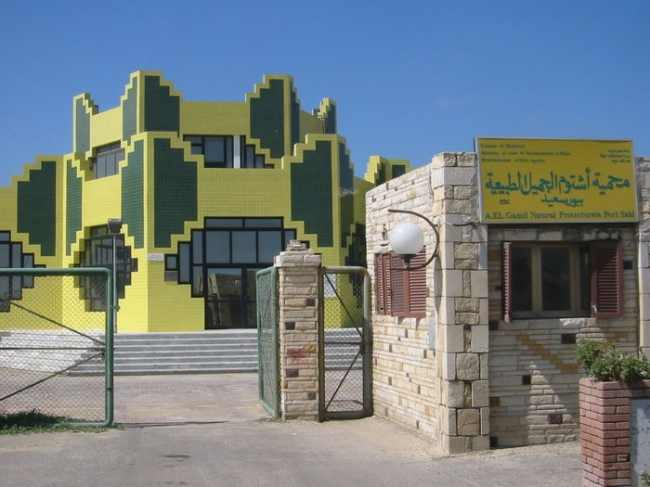
مقر مبني محمية أشتوم الجميل

محمية أشتوم(1) الجميل وجزيرة تنيس أعلنت محمية طبيعية في عام 1998، تقع على الطريق الساحلي بين بورسعيد ودمياط، على مسافة سبعة كيلومترات غرب مدينة بورسعيد، وتشمل المحمية «بوغازي(2) الجميل» (الجديد والقديم)و «أشتوم الجميل» ومن خلال هذه البواغيز تدخل مياه البحر الأبيض المتوسط المالحة إلي بحيرة المنزلة التي تتميز بتعدد الأنظمة البيئية بها مما يعزز التنوع البيولوجي بها، بالإضافة إلى بعض الجزر المنتشرة داخل البحيرة والمغطاة بغطاء نباتي متميز ، عند الكيلو 6 حتى الكيلو 13، وتتعمق داخل بحيرة المنزلة لمسافة ثلاثة كيلومترات. أما جزيرة تنيس فهي تقع داخل بحيرة المنزلة على مسافة سبعة كيلومترات جنوب غرب بورسعيد، وتشمل تل تنيس الأثري وتحاط بحرم مائي لمسافة 300 متر.
تبلغ مساحة المحمية 35 كيلومترا مربعا، بينما مساحة جزيرة تنيس حوالي 8 كيلومترات مربعة. وتتميز المحمية بمناخ معتدل الحرارة صيفا، ودافئ شتاء مع تعرض السواحل للأمطار الشتوية.

## التنوع الحيوي
تعتبر المحمية محطة رئيسية للطيور المهاجرة من أجل التزود بالغذاء والحصول على قسط من الراحة خلال رحلة الهجرة الطويلة في فصلي الخريف والربيع . ويعيش بمحمية «أشتوم الجميل» تنوع كبير من الطيور بعضها مهدد بالأنقراض مثل البط الخضاري والزرقاني وطائر الشهرمان والدجاج السلطاني واليمام المطوق والقطقاط السكندري وصياد السمك الأبقع ودجاج الماء الأرجواني.
كما تستوطن طيور أخرى مقيمة مثل الزنزود ومزاخ الغاب والركم والبجع الباشاروش وغطاس أسود الرقبة وغراب البحر والبلشون الأبيض والرمادي وطائر البلبول واليمام الجمري بالإضافة إلى طيور أخرى مثل أبي فصادة الصغير والقنبرة وخطاف البحر. وتزخر البيئة البحرية بعديد من أنواع الحيوانات الرخوية والقشرية، وكذلك بشتى أنواع الأسماك.

## أهمية المحمية
لجزيرة تنيس أهمية تاريخية خاصة، حيث يقع بها تل تنيس الأثري الذي يصل ارتفاعه إلى 4.5 متر عن سطح البحيرة. وكانت مدينة تنيس واحدة من أجمل مدن مصر منذ الفتح الإسلامي لمصر حتى العصر الأيوبي، وكانت المدينة تعج بالحركة التجارية والصناعية كما كان يصنع بها كسوة الكعبة، إلا أن المدينة تعرضت لكثير من هجمات الغزاة الشرسة، فأمر الملك محمد ابن العادل بن أيوب بهدم المدينة وتهجير اهلها عام 1246 وتحي أطلال المدينة قصتها التاريخية وتتخذ الطيور من الجزيرة سكنا مريحا بعد أن غاب أهلها من البشر.
ولمحمية «أشتوم الجميل» أهمية اقتصادية نظرا لصيد الأسماك من بحيرة المنزلة على مدار العام.

## هوامش
- 1: من الكلمة اليونانية ستوما (بالإغريقية: στόμα) بمعنى فم أو فتحة.[3]
- 2: من الكلمة التركية بوغاز (بالتركية: boğaz)، وتعني الحلق أو الرقبة.[3]

## وصلات خارجية
- محطة ترقيم للطيور في محمية أشتوم الجميل ببورسعيد، تحرير اونلين في 20 أبريل 2011
- دراسة من محمية أشتوم الجميل ببورسعيد : تكاثر استاكوزا المياه العذبه بمصر يهدد البيئة، الرأي البورسعيدي في 22 مايو 2011
- جورج يؤكد «أشتوم الجميل» ليست محمية من الدرجة الثالثة،اليوم السابع في 7 أبريل 2009
- جزيرة تنيس ببورسعيد تخرج من دائرة النسيان ،جريدة لأهرام في 2 أكتوبر 2010
- حيتـان المنـزلة حرموا 150 ألف صيـادا من مورد رزقهم، جريدة الأهرام في 16 يناير 2010